# Kerigomnia
Kerigomnia là một chi thực vật có hoa trong họ, Orchidaceae.